# Wings3D
Wings 3D è un software free and open-source che usa la modellazione tramite superfici di suddivisione, ispirato da Nendo e Mirai di Izware. Il nome Wings 3D deriva da una struttura dati winged-edge internamente usata per memorizzare coordinate e dati adiacenti, ed è comunemente chiamato Wings dagli utenti.
Wings 3D è disponibile per Windows, Linux e Mac OS X, utilizzando l'ambiente Erlang.

## Introduzione
Wings 3D può essere usato per modellare ed applicare texture a modelli a poligoni di bassa a media gamma. Wings non supporta animazioni e possiede solamente funzionalità di base OpenGL per il rendering, benché possa esportare verso programmi esterni di renderizzazione quali POV-Ray e YafRay. Wings è spesso usato in combinazione con altri software, dove i modelli realizzati in Wings possono essere esportati verso applicazioni più specializzate nel rendering ed animazione come Blender.

## Interfaccia utente
Wings 3D utilizza menu contestuali anziché una interfaccia grafica sofisticata ed icone. La modellazione viene fatta utilizzando mouse e tastiera per selezionare e modificare i diversi aspetti della geometria del modello utilizzando 4 diverse modalità di selezione: Vertici, Spigoli, Superfici e Corpo.
Grazie al progetto di Wings, sensibile al contesto, ogni modalità di selezione ha il suo proprio insieme di strumenti per lavorare sulla griglia. Molti di questi strumenti offrono funzionalità semplici ed avanzate, permettendo agli utenti di specificare vettori e punti da modificare. Wings permette inoltre di aggiungere ai modelli texture e materiali e per questo sono integrate diverse funzionalità quali la mappatura UV.

## Funzionalità
- Una ampia scelta di strumenti per la selezione e la modifica
- Gli strumenti di modellazione supportano operazioni per magnets e vettoriali
- Tasti di accesso rapido ed interfaccia personalizzabile
- La modalità tweak mode permette rapide modifiche alla griglia
- Assegnazione e modifica di illuminazione, materiali, texture e colori degli spigoli
- Mappatura AutoUV
- Supporto a griglia N-gon
- Un gestore di plug-in per aggiungere e rimuovere plug-in
- Importazione ed esportazione in molti formati comuni

## Formati di file supportati
Wings carica e salva i modelli nel suo formato proprietario (.wings), ma supporta numerosi formati standard (attivabili tramite dei plug-in).

### Importazione
- 3D Manufacturing (.3mf)
- 3ds Max (.3ds)
- BZFlag (.bzw)
- Additive Manufacturing (.amf)
- Adobe Illustrator (.ai)
- Adobe PostScript (.ps|.eps)
- Cartoon Edges (.eps|.svg)
- Collada (.dae)
- DirectX (.x)
- FBX (.fbx)
- gITF (.gitf, .glb)
- Lightwave/Modo (.lwo|.lxo)
- Renderware (.rwx)
- Stanford ply (.ply)
- Stereolithography (.stl)
- SVG Paths (.svg|.svgz)
- Wavefront (.obj)
- WMF/EMF Paths (.emf|.wmf)
- X3D/VRML (.x3d|.x3dj|.wrl)

### Esportazione
- 3D Manufacturing (.3mf)
- 3D Studio (.3ds)
- BZFlag (.bzw)
- Additive Manufacturing (.amf)
- Adobe Illustrator (.ai)
- Adobe PostScript (.ps|.eps)
- Cartoon Edges (.eps|.svg)
- Collada (.dae)
- DirectX (.x)
- FBX (.fbx)
- gITF (.gitf, .glb)
- Lightwave/Modo (.lwo|.lxo)
- Renderware (.rwx)
- Stanford ply (.ply)
- Stereolithography (.stl)
- SVG Paths (.svg|.svgz)
- Wavefront (.obj)
- WMF/EMF Paths (.emf|.wmf)
- X3D/VRML (.x3d|.x3dj|.wrl)